# Erik Hansen (Segler)
Erik Herman Hansen (* 4. Juni 1945 in Kopenhagen) ist ein ehemaliger dänischer Regattasegler.

## Biografie
Zusammen mit Valdemar Bandolowski und Poul Høj Jensen wurde er Olympiasieger bei den Spielen 1976 in Montreal und 1980 in Moskau im Soling.
1987 konnte er zusammen mit Søren Hvalsø und Valdemar Bandolowski seinen ersten Weltmeistertitel im Drachen gewinnen. Zwei Jahre später gelang ihm zusammen mit Poul Høj Jensen und Jan Persson die Titelverteidigung.
In der Crew von Valdemar Bandolowski und Poul Høj Jensen wurde er drei Mal Sieger im prestigeträchtigen Drachen Gold Cup.